# Estado Maior da Rio Branco
Estado Maior da Rio Branco é uma escola de samba da cidade de Canoas, no Rio Grande do Sul. A escola localiza-se no bairro Rio Branco.

## História
A Estado Maior da Rio Branco foi fundada em 12 de agosto de 2004. Seu primeiro desfile oficial ocorreu em 2006.

## Segmentos

### Presidentes
| Nome                  | Mandato | Ref.  |
| --------------------- | ------- | ----- |
| João Antônio Oliveira | ? - ?   | [ 2 ] |

### Diretores
| Ano  | Diretor de Carnaval | Diretor de harmonia | Mestre de bateria | Ref.  |
| ---- | ------------------- | ------------------- | ----------------- | ----- |
| 2013 |                     | Nelton Carvalho     |                   | [ 2 ] |
| 2017 |                     |                     |                   |       |

## Carnavais
| Ano  | Colocação                                               | Grupo                                                   | Enredo                                                                            | Carnavalesco                                            | Intérprete                                              | Ref.                                                    |
| ---- | ------------------------------------------------------- | ------------------------------------------------------- | --------------------------------------------------------------------------------- | ------------------------------------------------------- | ------------------------------------------------------- | ------------------------------------------------------- |
| 2006 |                                                         | Único                                                   | O delírio ecológico do poeta.                                                     | Nilson Bastos Moreira                                   |                                                         | [ 3 ]                                                   |
| 2007 |                                                         | Único                                                   | Infância, lendas, fábulas e folclore.                                             | Nilson Bastos Moreira                                   |                                                         | [ 4 ]                                                   |
| 2008 | 4º lugar                                                | Único                                                   |                                                                                   |                                                         |                                                         | [ 5 ]                                                   |
| 2009 | 7º lugar                                                | Único                                                   | Da África ao Brasil, o ritmo não tem fronteira                                    | Nilson Bastos Moreira                                   |                                                         | [ 6 ] [ 7 ]                                             |
| 2010 | 8º lugar                                                | Único                                                   | Paz nas estradas: não corra, não mate, não morra.                                 | Nilson Bastos Moreira                                   |                                                         | [ 8 ] [ 9 ]                                             |
| 2011 | 9º lugar                                                | Único                                                   | O Estado Maior do Rio do Branco Canta e Encanta com suas Brincadeiras de Criança. | Nilson Bastos Moreira                                   | Renan Gomes da Silva                                    | [ 1 ] [ 10 ] [ 11 ]                                     |
| 2012 | 3º lugar                                                | Acesso                                                  | Sport Club Internacional, uma história de ídolos e conquistas                     | Nilson Bastos Moreira                                   |                                                         | [ 12 ] [ 13 ]                                           |
| 2013 | 5º lugar                                                | Acesso                                                  | Do Rio Grande ao Rio de Janeiro, uma viagem cultural.                             | Olavo Vargas                                            |                                                         | [ 2 ] [ 14 ]                                            |
| 2014 | 6º lugar                                                | Acesso                                                  | De Vermelho, Verde e Branco, Vem Homenagear São Jorge e Seus Filhos               |                                                         |                                                         | [ 15 ] [ 16 ]                                           |
| 2015 | Desfile sem avaliação em um bairro da cidade de Canoas. | Desfile sem avaliação em um bairro da cidade de Canoas. | Desfile sem avaliação em um bairro da cidade de Canoas.                           | Desfile sem avaliação em um bairro da cidade de Canoas. | Desfile sem avaliação em um bairro da cidade de Canoas. | Desfile sem avaliação em um bairro da cidade de Canoas. |
| 2016 | Não desfilou.                                           | Não desfilou.                                           | Não desfilou.                                                                     | Não desfilou.                                           | Não desfilou.                                           | Não desfilou.                                           |